# Mario Montefusco
Mario Montefusco (Roma, 9 gennaio 1912 – Nordafrica, 4 luglio 1941) è stato un militare e aviatore italiano. 
Capitano pilota della specialità caccia, partecipò alla Guerra civile spagnola ed alla seconda guerra mondiale. Per il suo comportamento nell'ultima missione fu decorato di Medaglia d'oro al valor militare alla memoria.

## Biografia
Nacque a Roma il 9 gennaio 1912, e mentre frequentava la facoltà di Scienze Economiche e Commerciali dell'Università di Roma si appassionò al mondo dell'aviazione.
Il 14 luglio 1935 conseguì il brevetto di pilota premilitare su velivolo IMAM Ro.5bis. Il 29 settembre dello stesso anno fu chiamato a svolgere il servizio militare con il grado di sottotenente di complemento, inviato sull'aeroporto di Torino-Mirafiori il 1 ottobre, già il 9 dicembre fu trasferito presso la Scuola di volo di Foggia dove conseguì il brevetto di pilota militare il 9 marzo 1936 su velivolo Fiat C.R.20. Il 15 marzo prese servizio presso la 363ª Squadriglia del 6º Stormo Caccia Terrestre, e il 15 agosto fu inviato il Africa Orientale Italiana presso la 103ª Squadriglia di Los Addos, equipaggiata con i velivoli da ricognizione IMAM Ro.37bis Lince. Il 20 dicembre prese servizio presso la 110ª Squadriglia da ricognizione strategica di Addis Abeba, anch'essa equipaggiata con i Ro.37.
Il 27 settembre 1937 partì per combattere in Spagna, assegnato alla 24ª Squadriglia del XVI Gruppo Caccia Terrestre equipaggiata con i biplani Fiat C.R.32. Il 21 marzo 1938 fu promosso al grado di tenente, ma quattro giorni dopo fu abbattuto e preso prigioniero dai repubblicani, venendo liberato il 12 dicembre dello stesso anno. Rientrato in Italia, il 10 settembre 1939 prese servizio presso il 352ª Squadriglia, 20º Gruppo, 51º Stormo Caccia Terrestre. Nel luglio del 1940, dopo l'entrata in guerra dell'Italia conseguì la laurea in scienze economiche e commerciali partendo nel mese di settembre per il fronte con il 20º Gruppo, assegnato al 56º Stormo Caccia Terrestre del Corpo Aereo Italiano, che doveva operare insieme alla Luftwaffe sull'Inghilterra. Il 6 febbraio 1941 fu promosso al grado di capitano, ed al rientro in Italia della sua unità, nel maggio dello stesso anno, il 20º Gruppo Caccia Terrestre divenne Autonomo e il 27-05-1941 giunsero in Libia. All'arrivo, la 351ª Squadriglia venne ceduta al 155º Gruppo Caccia Terrestre e rimpiazzata dalla 151ª Squadriglia e assunse il comando di quest'ultima. Il 4 luglio 1941 cadde in combattimento e per il coraggio dimostrato in questo frangente fu decorato di Medaglia d'oro al valor militare alla memoria.
Dopo l'armistizio dell'8 settembre 1943 la neocostituita Aeronautica Nazionale Repubblicana lo onorò intitolandogli la Squadriglia complementare d'allarme “Montefusco”, mentre nel dopoguerra la città di Roma gli ha intitolato una via.

### Annotazioni
1. ↑  Il 24 gennaio 1936 fu promosso sottotenente in servizio permanente effettivo per merito di guerra.

### Fonti
1. 1 2 3 4  Ufficio Storico dell'Aeronautica Militare 1969, p. 223.
2. ↑  Lioy 1965, p. 40.
3. ↑  Lioy 1965, p. 90.
4. 1 2 3  Logoluso 2010, p. 49.
5. 1 2  Dunning 1988, p. 28.
6. 1 2 3 4  Ufficio Storico dell'Aeronautica Militare 1977, p. 161.
7. ↑  Dunning 1988, p. 29.
8. ↑  Massimello, Apostolo 2012, p. 27.
9. ↑  Bollettino Ufficiale 1942, dispensa 18, pagina 818, e dispensa 29, pagina 1430.